# 17e étape du Tour de France 2023
Pour un article plus général, voir Tour de France 2023.
La 17e étape du Tour de France 2023 se déroule le mercredi 19 juillet 2023 entre Saint-Gervais-les-Bains et Courchevel, sur une distance de 165,7 kilomètres.

## Parcours
Partant de Saint-Gervais-les-Bains pour arriver à Courchevel, cette étape alpestre peut être considérée comme l'étape reine du Tour 2023. Elle présente un dénivelé positif de 5 405 m et compte quatre cols au programme. La première difficulté est le col des Saisies à franchir après 28,4 km, classé comme col de 1re catégorie, montée de 13,4 km à 5,1 %. Ensuite, les coureurs escaladent le Cormet de Roselend, sommet après 66,7 km, col de 1re catégorie, montée de 19,9 km à 6,0 %. La troisième montée au programme de la journée est la côte de Longefoy, sommet après 105,7 km, col de 2e catégorie, montée de 6,6 km à 7,5 %. La dernière ascension est la plus longue (28,1 km). Il s'agit du col de la Loze - Souvenir Henri Desgrange, classé Hors catégorie avec une pente moyenne de à 6,0 %, passant par la station de Méribel (replat d'environ 2 km puis petite descente) située à la moitié de l'ascension. Le sommet se situe après 159,1 km de course, soit à 6,6 km de l'arrivée dans la station de Courchevel située au bas de la descente. La ligne d'arrivée est placée au-dessus d'une montée courte et sèche, avec un passage à 18 %, menant à l'Altiport.

## Déroulement de la course
Au début de la course, quelques attaques de certains coureurs dont le champion de France Valentin Madouas, sont restées infructueuses. Un groupe de cinq échappés se forme dès les premiers kilomètres, on y trouve : l'Americain Neilson Powless, l'Italien Giulio Ciccone, les deux Danois Mads Pedersen, Jonas Gregaard et le Slovène Luka Mezgec  qui prennent rapidement trente secondes d'avance sur le peloton. Quelques kilomètres après le départ de l'étape, le Slovène Tadej Pogačar chute sans conséquence. Un regroupement s'opère avant l'entame du col des Saisies, km 28,4 (1re catégorie, 13,4 km à 5,1 %). Au sommet, c'est l'Italien Ciccone qui passe en tête devant le Danois Mattias Skjelmose et l'Autrichien Felix Gall. Dans la descente du col, trois hommes se portent à l'avant, Ciccone, le Letton Krists Neilands et le Français Julian Alaphilippe qui remporte le sprint intermédiaire à Beaufort, km 46. Un peu plus loin, se joignent au trio de tête, Skjelmose, Mülberger, Haig et Vermaerke. Après qu'une jonction a été opérée, le groupe des échappés se retrouve à  trente-trois unités. Déjà en difficulté lors de la première ascension de la journée, l'Allemand Phil Bauhaus abandonne. Les coureurs abordent le col de Cormet de Roselend, km 66,7 (1re catégorie, 19,9 km à 6 %). C'est l'Italien Ciccone qui bascule à nouveau en tête devant Skjelmose et Haig. Dans la côte de Longefoy, km 105,7 (2e catégorie, 6,6 km à 7,5 %), Ciccone devance Skjelmose et l'Américain Lawson Craddock.
Dans la montée du col de la Loze, l'échappée perd de nombreux coureurs : ils ne sont plus que seize en tête de la course. Dans le groupe maillot jaune, Pogačar décroche et perd du terrain sur Vingegaard. Alors que le groupe de tête ne compte plus que quatre unités, l'Autrichien Felix Gall attaque à 6,5 km du sommet et se retrouve seul dans la montée Il compte rapidement trente secondes d'avance sur le Britannique Simon Yates et le Polonais Rafał Majka et deux minutes et dix secondes sur Vingegaard. L'Autrichien passe en tête du sommet et file dans la descente vers Courchevel puis le mur final vers l'altiport de Courchevel. Pogačar qui est en difficulté est pointé à quatre minutes de Vingegaard. Gall passe en vainqueur la ligne d'arrivée. Il s'impose en solitaire à Courchevel pour sa première participation au Tour de France. Au classement général, Vingegaard devance désormais son rival Pogačar de plus de sept minutes et conforte son maillot jaune,.

## Résultats
Cette section présente les résultats et prix obtenus au cours de l'étape.

### Classement de l'étape
| Classement de la 17e étape | Classement de la 17e étape | Classement de la 17e étape | Classement de la 17e étape | Classement de la 17e étape |
|                            | Coureur                    | Pays                       | Équipe                     | Temps                      |
| -------------------------- | -------------------------- | -------------------------- | -------------------------- | -------------------------- |
| 1er                        | Felix Gall                 | Autriche                   | AG2R Citroën Team          | en 4 h 49 min 8 s          |
| 2e                         | Simon Yates                | Royaume-Uni                | Team Jayco AlUla           | + 34 s                     |
| 3e                         | Pello Bilbao               | Espagne                    | Bahrain Victorious         | + 1 min 38 s               |
| 4e                         | Jonas Vingegaard           | Danemark                   | Jumbo-Visma                | + 1 min 52 s               |
| 5e                         | David Gaudu                | France                     | Groupama-FDJ               | + 2 min 9 s                |
| 6e                         | Tobias Halland Johannessen | Norvège                    | Uno-X Pro Cycling Team     | + 2 min 39 s               |
| 7e                         | Chris Harper               | Australie                  | Team Jayco AlUla           | + 2 min 50 s               |
| 8e                         | Rafał Majka                | Pologne                    | UAE Team Emirates          | + 3 min 43 s               |
| 9e                         | Adam Yates                 | Royaume-Uni                | UAE Team Emirates          | + 3 min 43 s               |
| 10e                        | Wilco Kelderman            | Pays-Bas                   | Jumbo-Visma                | + 3 min 49 s               |
| modifier                   |                            |                            |                            |                            |

### Bonifications en temps
|   | Coureur          | Pays        | Équipe            | Secondes |
| - | ---------------- | ----------- | ----------------- | -------- |
| 1 | Felix Gall       | Autriche    | AG2R Citroën Team | 8 s      |
| 2 | Simon Yates      | Royaume-Uni | Team Jayco AlUla  | 5 s      |
| 3 | Jonas Vingegaard | Danemark    | Jumbo-Visma       | 2 s      |

|   | Coureur      | Pays        | Équipe             | Secondes |
| - | ------------ | ----------- | ------------------ | -------- |
| 1 | Felix Gall   | Autriche    | AG2R Citroën Team  | 10 s     |
| 2 | Simon Yates  | Royaume-Uni | Team Jayco AlUla   | 6 s      |
| 3 | Pello Bilbao | Espagne     | Bahrain Victorious | 4 s      |

### Points attribués
| Sprint intermédiaire Beaufort (km 46) | Sprint intermédiaire Beaufort (km 46) | Sprint intermédiaire Beaufort (km 46) | Sprint intermédiaire Beaufort (km 46) | Sprint intermédiaire Beaufort (km 46) |
| ------------------------------------- | ------------------------------------- | ------------------------------------- | ------------------------------------- | ------------------------------------- |
|                                       | Coureur                               | Pays                                  | Équipe                                | Point(s)                              |
| 1er                                   | Julian Alaphilippe                    | France                                | Soudal Quick-Step                     | 20                                    |
| 2e                                    | Krists Neilands                       | Lettonie                              | Israel-Premier Tech                   | 17                                    |
| 3e                                    | Giulio Ciccone                        | Italie                                | Lidl-Trek                             | 15                                    |
| 4e                                    | Gregor Mühlberger                     | Autriche                              | Movistar Team                         | 13                                    |
| 5e                                    | Jack Haig                             | Australie                             | Bahrain Victorious                    | 11                                    |
| 6e                                    | Kevin Vermaerke                       | États-Unis                            | Team DSM-Firmenich                    | 10                                    |
| 7e                                    | Mattias Skjelmose Jensen              | Danemark                              | Lidl-Trek                             | 9                                     |
| 8e                                    | Chris Harper                          | Australie                             | Team Jayco AlUla                      | 8                                     |
| 9e                                    | Stefan Küng                           | Suisse                                | Groupama-FDJ                          | 7                                     |
| 10e                                   | Guillaume Martin                      | France                                | Cofidis                               | 6                                     |
| 11e                                   | Nick Schultz                          | Australie                             | Israel-Premier Tech                   | 5                                     |
| 12e                                   | Thibaut Pinot                         | France                                | Groupama-FDJ                          | 4                                     |
| 13e                                   | Lawson Craddock                       | États-Unis                            | Team Jayco AlUla                      | 3                                     |
| 14e                                   | Valentin Madouas                      | France                                | Groupama-FDJ                          | 2                                     |
| 15e                                   | Magnus Cort Nielsen                   | Danemark                              | EF Education-EasyPost                 | 1                                     |
| modifier                              |                                       |                                       |                                       |                                       |

| Arrivée d'étape Courchevel (km 165,7) | Arrivée d'étape Courchevel (km 165,7) | Arrivée d'étape Courchevel (km 165,7) | Arrivée d'étape Courchevel (km 165,7) | Arrivée d'étape Courchevel (km 165,7) |
| ------------------------------------- | ------------------------------------- | ------------------------------------- | ------------------------------------- | ------------------------------------- |
|                                       | Coureur                               | Pays                                  | Équipe                                | Point(s)                              |
| 1er                                   | Felix Gall                            | Autriche                              | AG2R Citroën Team                     | 40                                    |
| 2e                                    | Simon Yates                           | Royaume-Uni                           | Team Jayco AlUla                      | 17                                    |
| 3e                                    | Pello Bilbao                          | Espagne                               | Bahrain Victorious                    | 15                                    |
| 4e                                    | Jonas Vingegaard                      | Danemark                              | Jumbo-Visma                           | 13                                    |
| 5e                                    | David Gaudu                           | France                                | Groupama-FDJ                          | 11                                    |
| 6e                                    | Tobias Halland Johannessen            | Norvège                               | Uno-X Pro Cycling Team                | 10                                    |
| 7e                                    | Chris Harper                          | Australie                             | Team Jayco AlUla                      | 9                                     |
| 8e                                    | Rafał Majka                           | Pologne                               | UAE Team Emirates                     | 8                                     |
| 9e                                    | Adam Yates                            | Royaume-Uni                           | UAE Team Emirates                     | 7                                     |
| 10e                                   | Wilco Kelderman                       | Pays-Bas                              | Jumbo-Visma                           | 6                                     |
| 11e                                   | Thibaut Pinot                         | France                                | Groupama-FDJ                          | 5                                     |
| 12e                                   | Jai Hindley                           | Australie                             | Bora-Hansgrohe                        | 4                                     |
| 13e                                   | Valentin Madouas                      | France                                | Groupama-FDJ                          | 3                                     |
| 14e                                   | Guillaume Martin                      | France                                | Cofidis                               | 2                                     |
| 15e                                   | Carlos Rodríguez                      | Espagne                               | Ineos Grenadiers                      | 1                                     |
| modifier                              |                                       |                                       |                                       |                                       |

### Cols et côtes
| Col des Saisies (km 28,4) 1re catégorie (13,4 km à 5,1 %) | Col des Saisies (km 28,4) 1re catégorie (13,4 km à 5,1 %) | Col des Saisies (km 28,4) 1re catégorie (13,4 km à 5,1 %) | Col des Saisies (km 28,4) 1re catégorie (13,4 km à 5,1 %) | Col des Saisies (km 28,4) 1re catégorie (13,4 km à 5,1 %) |
| --------------------------------------------------------- | --------------------------------------------------------- | --------------------------------------------------------- | --------------------------------------------------------- | --------------------------------------------------------- |
|                                                           | Coureur                                                   | Pays                                                      | Équipe                                                    | Point(s)                                                  |
| 1er                                                       | Giulio Ciccone                                            | Italie                                                    | Lidl-Trek                                                 | 10                                                        |
| 2e                                                        | Mattias Skjelmose Jensen                                  | Danemark                                                  | Lidl-Trek                                                 | 8                                                         |
| 3e                                                        | Felix Gall                                                | Autriche                                                  | AG2R Citroën Team                                         | 6                                                         |
| 4e                                                        | Simon Yates                                               | Royaume-Uni                                               | Team Jayco AlUla                                          | 4                                                         |
| 5e                                                        | Lawson Craddock                                           | États-Unis                                                | Team Jayco AlUla                                          | 2                                                         |
| 6e                                                        | Chris Harper                                              | Australie                                                 | Team Jayco AlUla                                          | 1                                                         |
| modifier                                                  |                                                           |                                                           |                                                           |                                                           |

| Cormet de Roselend (km 66,7) 1re catégorie (19,9 km à 6,0 %) | Cormet de Roselend (km 66,7) 1re catégorie (19,9 km à 6,0 %) | Cormet de Roselend (km 66,7) 1re catégorie (19,9 km à 6,0 %) | Cormet de Roselend (km 66,7) 1re catégorie (19,9 km à 6,0 %) | Cormet de Roselend (km 66,7) 1re catégorie (19,9 km à 6,0 %) |
| ------------------------------------------------------------ | ------------------------------------------------------------ | ------------------------------------------------------------ | ------------------------------------------------------------ | ------------------------------------------------------------ |
|                                                              | Coureur                                                      | Pays                                                         | Équipe                                                       | Point(s)                                                     |
| 1er                                                          | Giulio Ciccone                                               | Italie                                                       | Lidl-Trek                                                    | 10                                                           |
| 2e                                                           | Mattias Skjelmose Jensen                                     | Danemark                                                     | Lidl-Trek                                                    | 8                                                            |
| 3e                                                           | Jack Haig                                                    | Australie                                                    | Bahrain Victorious                                           | 6                                                            |
| 4e                                                           | Felix Gall                                                   | Autriche                                                     | AG2R Citroën Team                                            | 4                                                            |
| 5e                                                           | Ben O'Connor                                                 | Australie                                                    | AG2R Citroën Team                                            | 2                                                            |
| 6e                                                           | Nans Peters                                                  | France                                                       | AG2R Citroën Team                                            | 1                                                            |
| modifier                                                     |                                                              |                                                              |                                                              |                                                              |

| Côte de Longefoy (km 105,7) 2e catégorie (6,6 km à 7,5 %) | Côte de Longefoy (km 105,7) 2e catégorie (6,6 km à 7,5 %) | Côte de Longefoy (km 105,7) 2e catégorie (6,6 km à 7,5 %) | Côte de Longefoy (km 105,7) 2e catégorie (6,6 km à 7,5 %) | Côte de Longefoy (km 105,7) 2e catégorie (6,6 km à 7,5 %) |
| --------------------------------------------------------- | --------------------------------------------------------- | --------------------------------------------------------- | --------------------------------------------------------- | --------------------------------------------------------- |
|                                                           | Coureur                                                   | Pays                                                      | Équipe                                                    | Point(s)                                                  |
| 1er                                                       | Giulio Ciccone                                            | Italie                                                    | Lidl-Trek                                                 | 5                                                         |
| 2e                                                        | Mattias Skjelmose Jensen                                  | Danemark                                                  | Lidl-Trek                                                 | 3                                                         |
| 3e                                                        | Lawson Craddock                                           | États-Unis                                                | Team Jayco AlUla                                          | 2                                                         |
| 4e                                                        | Jack Haig                                                 | Australie                                                 | Bahrain Victorious                                        | 1                                                         |
| modifier                                                  |                                                           |                                                           |                                                           |                                                           |

| Col de la Loze - Souvenir Henri Desgrange (km 159,1) Hors catégorie (28,1 km à 6,0 %) | Col de la Loze - Souvenir Henri Desgrange (km 159,1) Hors catégorie (28,1 km à 6,0 %) | Col de la Loze - Souvenir Henri Desgrange (km 159,1) Hors catégorie (28,1 km à 6,0 %) | Col de la Loze - Souvenir Henri Desgrange (km 159,1) Hors catégorie (28,1 km à 6,0 %) | Col de la Loze - Souvenir Henri Desgrange (km 159,1) Hors catégorie (28,1 km à 6,0 %) |
| ------------------------------------------------------------------------------------- | ------------------------------------------------------------------------------------- | ------------------------------------------------------------------------------------- | ------------------------------------------------------------------------------------- | ------------------------------------------------------------------------------------- |
|                                                                                       | Coureur                                                                               | Pays                                                                                  | Équipe                                                                                | Point(s)                                                                              |
| 1er                                                                                   | Felix Gall                                                                            | Autriche                                                                              | AG2R Citroën Team                                                                     | 40                                                                                    |
| 2e                                                                                    | Simon Yates                                                                           | Royaume-Uni                                                                           | Team Jayco AlUla                                                                      | 30                                                                                    |
| 3e                                                                                    | Jonas Vingegaard                                                                      | Danemark                                                                              | Jumbo-Visma                                                                           | 24                                                                                    |
| 4e                                                                                    | Pello Bilbao                                                                          | Espagne                                                                               | Bahrain Victorious                                                                    | 20                                                                                    |
| 5e                                                                                    | David Gaudu                                                                           | France                                                                                | Groupama-FDJ                                                                          | 16                                                                                    |
| 6e                                                                                    | Chris Harper                                                                          | Australie                                                                             | Team Jayco AlUla                                                                      | 12                                                                                    |
| 7e                                                                                    | Tobias Halland Johannessen                                                            | Norvège                                                                               | Uno-X Pro Cycling Team                                                                | 8                                                                                     |
| 8e                                                                                    | Wilco Kelderman                                                                       | Pays-Bas                                                                              | Jumbo-Visma                                                                           | 4                                                                                     |
| modifier                                                                              |                                                                                       |                                                                                       |                                                                                       |                                                                                       |

### Prix de la combativité
- Felix Gall (AG2R Citroën Team)

### Souvenir Henri Desgranges
- Felix Gall (AG2R Citroën Team)

## Classements à l'issue de l'étape
Cette section présente le classement général et les différents classements annexes à l'issue de l'étape.

### Classement général
| Classement général | Classement général | Classement général | Classement général | Classement général  |
|                    | Coureur            | Pays               | Équipe             | Temps               |
| ------------------ | ------------------ | ------------------ | ------------------ | ------------------- |
| 1er                | Jonas Vingegaard   | Danemark           | Jumbo-Visma        | en 67 h 57 min 51 s |
| 2e                 | Tadej Pogačar      | Slovénie           | UAE Team Emirates  | + 7 min 35 s        |
| 3e                 | Adam Yates         | Royaume-Uni        | UAE Team Emirates  | + 10 min 45 s       |
| 4e                 | Carlos Rodríguez   | Espagne            | Ineos Grenadiers   | + 12 min 1 s        |
| 5e                 | Simon Yates        | Royaume-Uni        | Team Jayco AlUla   | + 12 min 19 s       |
| 6e                 | Pello Bilbao       | Espagne            | Bahrain Victorious | + 12 min 50 s       |
| 7e                 | Jai Hindley        | Australie          | Bora-Hansgrohe     | + 13 min 50 s       |
| 8e                 | Felix Gall         | Autriche           | AG2R Citroën Team  | + 16 min 11 s       |
| 9e                 | Sepp Kuss          | États-Unis         | Jumbo-Visma        | + 16 min 49 s       |
| 10e                | David Gaudu        | France             | Groupama-FDJ       | + 17 min 57 s       |
| modifier           |                    |                    |                    |                     |

| Classement par points | Classement par points | Classement par points | Classement par points    | Classement par points |
| --------------------- | --------------------- | --------------------- | ------------------------ | --------------------- |
|                       | Coureur               | Pays                  | Équipe                   | Point(s)              |
| 1er                   | Jasper Philipsen      | Belgique              | Alpecin-Deceuninck       | 323 points            |
| 2e                    | Mads Pedersen         | Danemark              | Lidl-Trek                | 186 pts               |
| 3e                    | Bryan Coquard         | France                | Cofidis                  | 178 pts               |
| 4e                    | Wout van Aert         | Belgique              | Jumbo-Visma              | 154 pts               |
| 5e                    | Tadej Pogačar         | Slovénie              | UAE Team Emirates        | 146 pts               |
| 6e                    | Jonas Vingegaard      | Danemark              | Jumbo-Visma              | 107 pts               |
| 7e                    | Jordi Meeus           | Belgique              | Bora-Hansgrohe           | 96 pts                |
| 8e                    | Pello Bilbao          | Espagne               | Bahrain Victorious       | 95 pts                |
| 9e                    | Dylan Groenewegen     | Pays-Bas              | Team Jayco AlUla         | 92 pts                |
| 10e                   | Biniam Girmay         | Érythrée              | Intermarché-Circus-Wanty | 90 pts                |
| modifier              |                       |                       |                          |                       |

| Classement du meilleur grimpeur | Classement du meilleur grimpeur | Classement du meilleur grimpeur | Classement du meilleur grimpeur | Classement du meilleur grimpeur |
| ------------------------------- | ------------------------------- | ------------------------------- | ------------------------------- | ------------------------------- |
|                                 | Coureur                         | Pays                            | Équipe                          | Point(s)                        |
| 1er                             | Giulio Ciccone                  | Italie                          | Lidl-Trek                       | 88 points                       |
| 2e                              | Felix Gall                      | Autriche                        | AG2R Citroën Team               | 82 pts                          |
| 3e                              | Jonas Vingegaard                | Danemark                        | Jumbo-Visma                     | 81 pts                          |
| 4e                              | Neilson Powless                 | États-Unis                      | EF Education-EasyPost           | 58 pts                          |
| 5e                              | Tadej Pogačar                   | Slovénie                        | UAE Team Emirates               | 49 pts                          |
| 6e                              | Wout van Aert                   | Belgique                        | Jumbo-Visma                     | 47 pts                          |
| 7e                              | Simon Yates                     | Royaume-Uni                     | Team Jayco AlUla                | 40 pts                          |
| 8e                              | Tobias Halland Johannessen      | Norvège                         | Uno-X Pro Cycling Team          | 38 pts                          |
| 9e                              | Jai Hindley                     | Australie                       | EF Education-EasyPost           | 31 pts                          |
| 10e                             | Michał Kwiatkowski              | Pologne                         | Ineos Grenadiers                | 30 pts                          |
| modifier                        |                                 |                                 |                                 |                                 |

| Classement général du meilleur jeune | Classement général du meilleur jeune | Classement général du meilleur jeune | Classement général du meilleur jeune | Classement général du meilleur jeune |
|                                      | Coureur                              | Pays                                 | Équipe                               | Temps                                |
| ------------------------------------ | ------------------------------------ | ------------------------------------ | ------------------------------------ | ------------------------------------ |
| 1er                                  | Tadej Pogačar                        | Slovénie                             | UAE Team Emirates                    | en 68 h 5 min 26 s                   |
| 2e                                   | Carlos Rodríguez                     | Espagne                              | Ineos Grenadiers                     | + 4 min 26 s                         |
| 3e                                   | Felix Gall                           | Autriche                             | AG2R Citroën Team                    | + 8 min 36 s                         |
| 4e                                   | Tom Pidcock                          | Royaume-Uni                          | Ineos Grenadiers                     | + 49 min 4 s                         |
| 5e                                   | Mattias Skjelmose Jensen             | Danemark                             | Lidl-Trek                            | + 1 h 43 min 53 s                    |
| 6e                                   | Mathieu Burgaudeau                   | France                               | TotalEnergies                        | + 1 h 53 min 37 s                    |
| 7e                                   | Tobias Halland Johannessen           | Norvège                              | Uno-X Pro Cycling Team               | + 2 h 3 min 12 s                     |
| 8e                                   | Clément Champoussin                  | France                               | Arkéa-Samsic                         | + 2 h 36 min 45 s                    |
| 9e                                   | Matthew Dinham                       | Australie                            | Team DSM-Firmenich                   | + 2 h 50 min 38 s                    |
| 10e                                  | Maxim Van Gils                       | Belgique                             | Lotto Dstny                          | + 2 h 56 min 42 s                    |
| modifier                             |                                      |                                      |                                      |                                      |

| Classement par équipes | Classement par équipes | Classement par équipes | Classement par équipes |
|                        | Équipe                 | Pays                   | Temps                  |
| ---------------------- | ---------------------- | ---------------------- | ---------------------- |
| 1re                    | Jumbo-Visma            | Pays-Bas               | en 204 h 45 min 10 s   |
| 2e                     | UAE Team Emirates      | Émirats arabes unis    | + 15 min 15 s          |
| 3e                     | Ineos Grenadiers       | Royaume-Uni            | + 20 min 56 s          |
| 4e                     | Bahrain Victorious     | Bahreïn                | + 42 min 48 s          |
| 5e                     | Groupama-FDJ           | France                 | + 47 min 47 s          |
| 6e                     | AG2R Citroën Team      | France                 | + 1 h 53 min 23 s      |
| 7e                     | Bora-Hansgrohe         | Allemagne              | + 1 h 53 min 43 s      |
| 8e                     | Team Jayco AlUla       | Australie              | + 3 h 12 min 59 s      |
| 9e                     | Movistar Team          | Espagne                | + 4 h 1 min 2 s        |
| 10e                    | Cofidis                | France                 | + 4 h 27 min 12 s      |
| modifier               |                        |                        |                        |

### Sanctions au classement UCI
| \| Coureur \| Pays \| Équipe \| Points \| \| --------------- \| ---------- \| ----------- \| ----------- \| \| Lawson Craddock \| États-Unis \| Jayco AlUla \| - 25 points \| |            |             |             |
| Coureur | Pays       | Équipe      | Points      |
| Lawson Craddock | États-Unis | Jayco AlUla | - 25 points |

## Abandons
Deux coureurs ont abandonné lors de la 17e étape :
- Phil Bauhaus (Bahrain Victorious) : abandon ;
- Alexis Renard (Cofidis) : non-partant.